# 天授 (大理)
天授（てんじゅ）は、中国後大理国の段正淳の時代に使用された元号。1096年。
李兆洛の『紀元編』では天授が開明・文安の後としているが、胡氏の『野史』の記述に従い開明、文安の前とした。

## 西暦との対照表
| 天授 | 元年   |
| 西暦 | 1096年 |
| 干支 | 丙子   |